# MATILAN
MATILAN (auch hebräisch יחידת מתיל״ן Jəchīdat MaTILaN) ist eine Spezialeinheit der israelischen Grenzpolizei. Die Bezeichnung Matilan ist ein Akronym der israelischen Anfangsbuchstaben ihrer Aufgabenbereiche (מַאֲרָבִים, תַּצְפִּיּוֹת, יֵרוּט, לוֹחְמָה נַיֶּדֶת Maʾaravīm, Tatzpijjōt, Jerūṭ, Lōchmah Najjedet, deutsch ‚Hinterhalte, Beobachtungen, Abfangen, mobile Kriegführung‘), nämlich Geheimdienst, Beobachtung, Abfangen und mobile Kriegsführung. Die Matilan-Einheit wurde 1996 aufgestellt. Die letzte in der Region Jerusalem (Matilan ʿOtef Jeruschalajim) in Betrieb befindliche Einheit wurde 2011 aufgelöst, die Funktionen der Einheit wurden an die JAMAS übertragen. Die Einheit wurde 2017 im Rahmen der Magav Tactical Brigade neu aufgestellt.
Ihre Ziele sind die Bekämpfung des Terrorismus und die Verbrechensbekämpfung. Die Einheit ist hauptsächlich im Nahbereich tätig und befasst sich mit taktischer Aufklärung und Hinterhaltsprävention – sowohl terroristisch als auch kriminell. Hierzu gehört die rechtzeitige Entdeckung von Selbstmordattentätern mit Hilfe des Einsatzes elektronischer Geräte und speziell ausgebildeter Diensthunde.